# Siegfried Neuburg
Siegfried Neuburg (* 25. Juli 1928 in Graz; † 9. Juni 2003 in Graz) war ein Grazer Maler und Grafiker.
Neuburg gilt zusammen mit Günter Waldorf und Hans Nagelmüller als einer der Wegbereiter der Moderne in der Steiermark. Zusammen mit Nagelmüller beschäftigte er sich in den 1950ern als einer der ersten steirischen Maler mit dem Konstruktivismus. Er war Mitglied der „Jungen Gruppe“ sowie Gründungsmitglied des Forum Stadtpark.
Zentrale Themen der Werke Neuburgs waren das Werden und Vergehen der Pflanzen und die unspektakuläre Hügellandschaft der Steiermark in der menschliche Zerstörungen umso deutlicher in Erscheinung treten.

„Zwei Themenkreisen gilt meine besondere Aufmerksamkeit: der Landschaft und der Pflanze.

Ich liebe die undramatische Landschaft der mittleren Steiermark mit ihren erdenschweren Hügeln, den Äckern und den weiten Ausblicken. Ich werde es nicht müde, den verschlungenen Ackerfurchen zu folgen. Hier formt die Landschaft den Menschen. Von einer Verformung durch den Menschen ist noch wenig zu spüren, und wo es hier geschieht, sind die Wunden an der Natur anklagender und deutlicher zu sehen als anderswo.

Mein zweites immer wiederkehrendes Thema, das Leben und Sterben der Pflanzen, läßt mich nicht los. Die geduldigsten, aber auch schutzlosesten Lebewesen dieser Erde in ihrem Wachsen und Aufwärtsstreben zum Licht und somit zur Farbe zu beobachten und festzuhalten, ist mir eine große Freude. Ich erkenne in diesen vertikalen Strukturen einen der inneren Rhythmen der Welt.“

Neben zahlreichen Bildern in verschiedensten Techniken (hauptsächlich Öl und Acryl auf Leinwand) schuf er auch Holzschnitte, Radierungen und einige großformatige Mosaiken (u. a. in verschiedenen Gebäuden der Steiermärkischen Gebietskrankenkasse, in deren Grazer Hausdruckerei er hauptberuflich tätig war).

## Auszeichnungen
- Kunstförderungspreis der Stadt Graz 1979
- Würdigungspreis des Landes Steiermark für bildende Kunst 2001

| Personendaten    | Personendaten          |
| ---------------- | ---------------------- |
| NAME             | Neuburg, Siegfried     |
| KURZBESCHREIBUNG | österreichischer Maler |
| GEBURTSDATUM     | 25. Juli 1928          |
| GEBURTSORT       | Graz                   |
| STERBEDATUM      | 9. Juni 2003           |
| STERBEORT        | Graz                   |